# Maria Simon

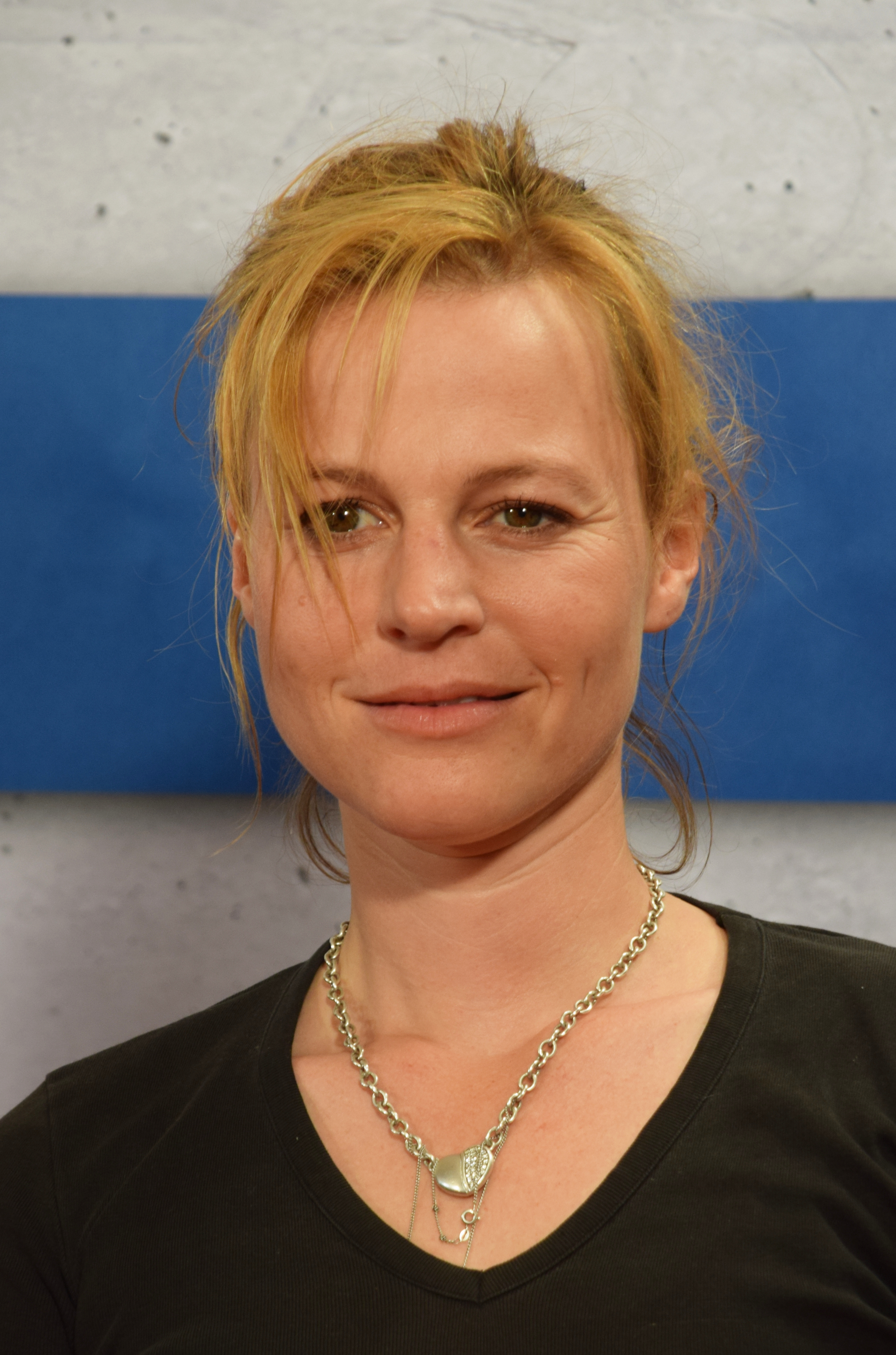
Maria Simon, 2016

Maria Simon (* 6. Februar 1976 in Leipzig; bürgerlich heute Maria Lade) ist eine deutsche Schauspielerin und Musikerin. Sie wurde vor allem in der Rolle der Olga Lenski in der Krimireihe Polizeiruf 110 bekannt.

## Leben
Maria Simons Vater stammt aus Leipzig und studierte Mathematik in Leningrad. Dort lernte er ihre Mutter Olga kennen, eine Sowjetbürgerin aus Kasachstan, die dort Elektronik studierte, und heiratete sie. Marias Schwester, die Schauspielerin Susanna Simon, wurde in Alma-Ata geboren.
Nach Beendigung des Studiums siedelten ihre Eltern 1973 – nach anderer Angabe 1970 – nach Leipzig in die DDR über. Als ihr Vater später als Computerfachmann eine Stelle als UNO-Mitarbeiter in New York antrat, durften die Mädchen nicht mit den Eltern ins Ausland umziehen, weswegen Maria nach einem anfänglichen Internatsaufenthalt bei ihren Großeltern in Leipzig aufwuchs. 1990 folgte sie den Eltern nach New York und machte dort an einer internationalen Schule ihr Abitur. Anschließend kehrte sie zurück und studierte bis zum Diplom 1999 Schauspiel an der Hochschule für Schauspielkunst „Ernst Busch“ Berlin.
Simon war in den 1990er-Jahren mit Devid Striesow, ihrem damaligen Kommilitonen an der Schauspielschule, liiert. Aus dieser Beziehung entstammt ein gemeinsamer Sohn, Ludwig Simon (* 1996), der mittlerweile ebenfalls als Schauspieler tätig ist. Von 2004 bis 2021 war sie mit ihrem Schauspielkollegen Bernd Michael Lade verheiratet. Das Paar hat drei gemeinsame Kinder (* 2005, 2007 und 2011). Seit der Scheidung von Lade lebt sie auf einem Hof in der Uckermark.

## Karriere
Einen ersten Erfolg errang Simon 1999 an der Seite von Jürgen Vogel mit der Hauptrolle der jungen Studentin Lea Hauser bereits in ihrem Filmdebüt Zornige Küsse unter der Regie von  Judith Kennel, für das sie den Preis als beste Schauspielerin auf dem Internationalen Filmfestival Moskau erhielt. Nach dem Max-Ophüls-Preis 2003 als beste Jung-Schauspielerin für ihre Darstellung in Erste Ehe (2002) schaffte sie ihren Durchbruch bei den Internationalen Filmfestspielen 2003 in Berlin, wo sie mit zwei Filmen im Wettbewerb vertreten war. Sie spielte die Schwester der von Daniel Brühl dargestellten Hauptfigur in Good Bye, Lenin! und eine Dolmetscherin für Russisch/Deutsch in Lichter.
Besonders in Fernsehfilmen ist sie seitdem häufiger zu sehen, beispielsweise in der Krimireihe Tatort. Auch in Episoden anderer Serien trat sie auf. Ab Juni 2011 spielte sie die Polizeihauptkommissarin Olga Lenski in der Krimireihe Polizeiruf 110 für den Rundfunk Berlin-Brandenburg. Ihr ältester Sohn Ludwig übernahm 2014 im Polizeiruf 110: Hexenjagd an der Seite seiner Mutter eine Rolle als tatverdächtiger Schüler. Bis 2015 war Horst Krause als brandenburgischer Dorfpolizist ihr Partner, ab 2015 ermittelte sie in der ersten deutsch-polnischen Mordkommission in Świecko an der Seite von Lucas Gregorowicz, der den polnischen Kommissar Adam Raczek spielt. Im Februar 2019 gab Simon ihren Ausstieg aus der Reihe bekannt.
Ab Ende 2007 trat sie zusammen mit ihrem damaligen Ehepartner Bernd Michael Lade als Sängerin und Gitarristin der Neo-Punk-Band Ret Marut auf, benannt nach einem Pseudonym des Schriftstellers B. Traven.

## Filmografie

### Filme und Serien
- 1999: Zornige Küsse
- 2000: Mord im Swingerclub (Fernsehfilm)
- 2001: Mein langsames Leben
- 2001: Verbotene Küsse (Fernsehfilm)
- 2002: Erste Ehe
- 2002: Meine Tochter ist keine Mörderin
- 2002: Tatort: Reise ins Nichts
- 2002: Tatort: Verrat
- 2003: Jonathans Liebe (Fernsehfilm)
- 2003: Good Bye, Lenin!
- 2003: Lichter
- 2003: Spurlos – Ein Baby verschwindet (Fernsehfilm)
- 2003: Fast perfekt verlobt (Fernsehfilm)
- 2003: Luther
- 2004: Carola Stern – Doppelleben (Fernsehfilm)
- 2004: Polizeiruf 110: Die Maß ist voll
- 2004: Kleine Schwester (Fernsehfilm)
- 2005: Die Pathologin – Im Namen der Toten (Fernsehfilm)
- 2005: Tatort: Feuertaufe
- 2005: Tatort: Minenspiel
- 2006: Nicht alle waren Mörder (Fernsehfilm)
- 2006: Nichts als Gespenster
- 2006: Fürchte dich nicht (Fernsehfilm)
- 2008: Tod in der Eifel (Fernsehfilm)
- 2009: Die Gräfin
- 2009: Romeo und Jutta (Fernsehfilm)
- 2009: Zivilcourage (Fernsehfilm)
- 2009: Tatort: Mit ruhiger Hand
- 2010: Masserberg
- 2010: Glückliche Fügung
- 2010: Kongo (Fernsehfilm)
- 2010: Es war einer von uns (Fernsehfilm)
- 2011: Mörderisches Wespennest (Fernsehfilm)
- 2011: Die Tote im Moorwald (Fernsehfilm)
- 2012: Herzversagen (Fernsehfilm)
- 2013: Tod an der Ostsee (Fernsehfilm)
- 2014: Der Geruch von Erde (Fernsehfilm)
- 2014: Unter anderen Umständen – Falsche Liebe
- 2015: Die Toten vom Bodensee – Familiengeheimnis (Fernsehfilm)
- 2015: Der Alte – Blutige Spur
- 2015: Silvia S. – Blinde Wut
- 2015: Das Geständnis
- 2016: Frühling – Zeit für Frühling (Fernsehserie)
- 2016: Letzte Spur Berlin – Klickzahlen
- 2016: Im Tunnel
- 2016: Der Kriminalist – Der Kämpfer
- 2017: Ich gehöre ihm
- 2017: Ein starkes Team – Gestorben wird immer
- seit 2017: Über Land (Fernsehserie)
- 2017: Aufbruch ins Ungewisse
- 2019: Stadtkomödie – Curling für Eisenstadt
- 2019: Ein verborgenes Leben
- 2021: Zwerg Nase
- 2022: Gestern waren wir noch Kinder (Miniserie)
- 2023: Der Zeuge (Produktion, Schauspiel)
- 2023: Wolfsjagd
- 2024: Der Bergdoktor (Fernsehserie, Folge Abgründe)
- 2024: Erzgebirgskrimi – Die Tränen der Mütter
- 2024: Alle Jahre wieder (Fernsehfilm)

### Als Kommissarin bei Polizeiruf 110
- 2011: Die verlorene Tochter
- 2011: Zwei Brüder
- 2012: Eine andere Welt
- 2012: Die Gurkenkönigin
- 2013: Vor aller Augen
- 2013: Wolfsland
- 2014: Käfer und Prinzessin
- 2014: Hexenjagd
- 2015: Ikarus
- 2015: Grenzgänger
- 2016: Der Preis der Freiheit
- 2017: Das Beste für mein Kind
- 2017: Muttertag
- 2018: Demokratie stirbt in Finsternis
- 2018: Der Fall Sikorska
- 2019: Heimatliebe
- 2019: Tod einer Journalistin
- 2020: Heilig sollt ihr sein!
- 2021: Monstermutter

## Hörspiele
- 2004: Heimrad Bäcker: Epitaph – Bearbeitung/Regie: Ronald Steckel (Hörspiel – WDR)

## Auszeichnungen
- 2000: Preis für die beste Schauspielerin auf dem Internationalen Filmfestival Moskau für Zornige Küsse
- 2003: Max-Ophüls-Preis für die beste Jung-Schauspielerin für Erste Ehe
- 2003: Nominierung für den Deutschen Filmpreis für ihre Rollen in Good Bye, Lenin! und Lichter
- 2004: Fernsehfilmfestival Baden-Baden – Sonderpreis der Jury für herausragende darstellerische Leistungen in Kleine Schwester und Carola Stern
- 2004: Undine Award – Beste jugendliche Nebendarstellerin in einem Kinospielfilm
- 2004: Deutscher Shooting Star des europäischen Films
- 2011: Nominierung für den Deutschen Fernsehpreis in der Kategorie Beste Schauspielerin für Es war einer von uns
- 2011: Deutscher Regiepreis Metropolis in der Kategorie Beste Schauspielerin für ihre Leistungen in den Filmen Kongo (Regie: Peter Keglevic) und Es war einer von uns (Regie: Kai Wessel)
- 2016: Goldene Kamera in der Kategorie Beste deutsche Schauspielerin für Silvia S. – Blinde Wut